# Zerziàib
Zerziàib (en rus: Зэрзяыб) és un poble de la República de Komi, a Rússia, segons el cens del 2010 tenia 13 habitants.